# Şehzade Mustafa

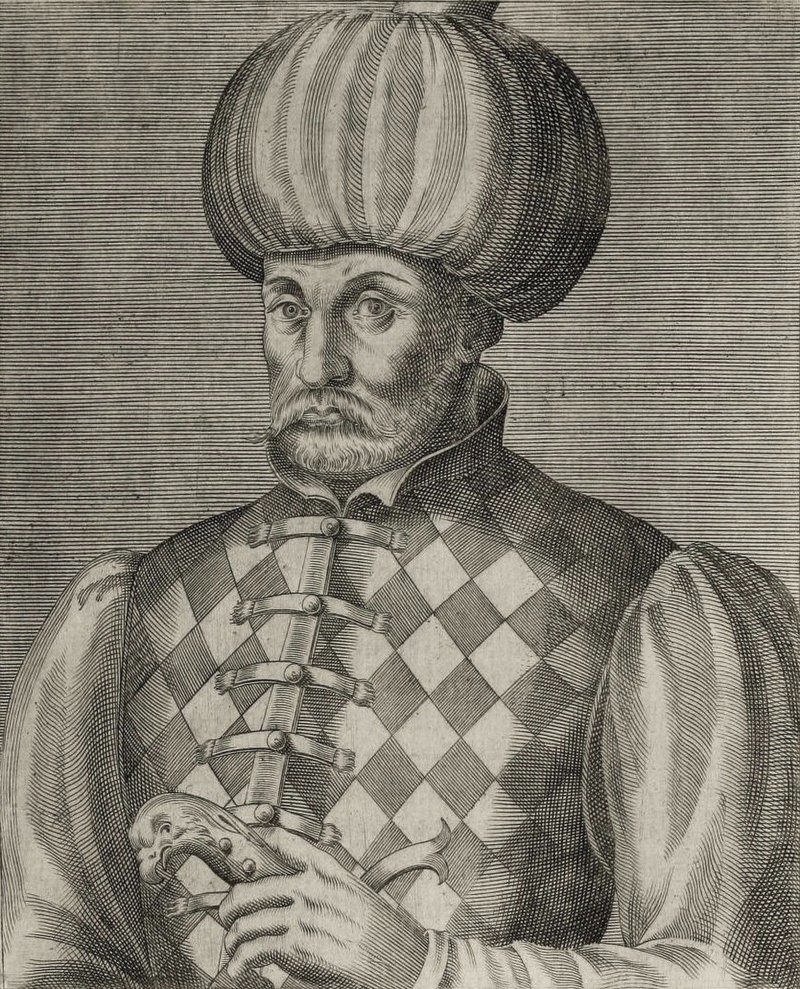
Şehzade Mustafa

Şehzade Mustafa Muhlisi (Manisa, 1515 - Konya, 6 oktober 1553) was de prins van Amasya van 1541-1553. Hij was de eerstgeboren zoon van sultan Süleyman I en zijn concubine Mahidevran Sultan. Şehzade Mustafa was de erfgenaam van de Ottomaanse troon en een zeer populaire prins onder de mensen van Anatolië. Hij had een zus, Raziye Sultan, aan de kant van zijn moeder. 

## Biografie
Al op jonge leeftijd ondervond Mustafa problemen met zijn vader. Hij was de eerstgeboren zoon en daarmee de rechtmatige troonopvolger. Zijn vader was echter meer geïnteresseerd in Mustafa's jongere halfbroer, Şehzade Mehmed, de oudste zoon van zijn wettige vrouw, Hürrem Sultan. Süleyman gaf Mehmed meer kansen en probeerde hem voor te bereiden op de troon. Daar was Mustafa niet gelukkig mee. Vervolgens kreeg Mustafa de provincie Amasya toegewezen, in plaats van de belangrijkere provincie Manisa, die volgens traditie door de troonopvolger bestuurd wordt. In plaats van Mustafa, kreeg Mehmed het bestuur over Manisa. Nadat Mustafa naar Amasya werd gestuurd, werd hem verteld dat Süleyman een edict had geschreven. Daarin stond dat Mustafa de enige troonopvolger was. Süleyman had Mustafa dus niet naar Amasya gestuurd omdat hij hem niet wilde als erfgenaam, maar wel om de oostkust van het Ottomaanse Rijk te verdedigen en om te leren hoe je een groot rijk moet besturen. Dit edict luchtte niet enkel Mustafa op, maar ook het Ottomaanse leger en de mensen. Şehzade Mustafa was een populaire troonopvolger. 
In Amasya kreeg hij te horen dat zijn broer Mehmed gestorven was. Nu het leek alsof alle barrières tussen de troon en Mustafa verdwenen waren, werd hij geconfronteerd met een andere uitdaging. De tweede zoon van Sultan Süleyman en zijn wettige vrouw Hürrem Sultan, Selim, werd naar Konya gestuurd voor een opdracht. Hürrems steun van haar derde zoon, Bayezid, maakte Mustafa's politieke carrière moeilijk. Desondanks heeft hij Amasya 12 jaar succesvol bestuurd. In 1547 ontmoette Sultan Süleyman zijn zonen Selim, Bayezid en Mustafa op verschillende plaatsen en sprak met hen over de politieke situatie. De dood van Mehmed was al een tijd geleden, maar de strijd tussen de drie prinsen om de troon bleef bestaan. Selim werd naar Anatolië gezonden als de prins van Manisa. 
Het leven van Mustafa kwam in gevaar. Hürrem Sultan en grootvizier Rüstem Pasha klaagden hem aan in het voordeel van Hürrem haar zonen, Selim en Bayezid. 

## Huwelijk en kinderen
Rumeysa Sultan was zijn favoriete concubine en wettige vrouw. Samen met haar kreeg hij een zoon, Şehzade Mehmed. Hij was geboren in 1547 in Amasya en stierf op 10 december 1553 in Bursa.
Verder zijn er nog drie kinderen van hem bekend van andere concubines: 
- Nergisşah Sultan geboren in 1536 in Manisa en gestorven in 1562. Ze trouwde met Damat Cenabi Ahmet Pasha in 1555.
- Şehzade Orhan overleed in 1552 in Konya .
- Şah Sultan geboren in 1547 in Konya en gestorven op 2 oktober 1577. Zij was gehuwd met Zevci Damat Abdulkerim Aga.

## Dood
Tijdens Süleymans campagne tegen de Perzen, had zijn leger zich gevestigd in Ereğli. Terwijl Süleymans leger in Ereğli was, stelde Rüstem Pasha Mustafa voor om in dienst te treden bij het leger van zijn vader. Ondertussen waarschuwde hij Süleyman, dat Mustafa hem wilde doden.
Mustafa aanvaardde Rüstem Pasha's voorstel en riep zijn leger samen om toe te treden bij het leger van zijn vader. Süleyman zag dit als een bedreiging en beval zijn mannen om zijn zoon te executeren. Toen Mustafa de tent binnenging om zijn vader te ontmoeten, vielen Süleymans bewakers Mustafa aan en wurgden hem.

## Na zijn dood
Na de dood van Mustafa protesteerden de Janitsaren en Anatolische soldaten tegen de beslissing van Süleyman. Mustafa's leger vond de executie oneerlijk, omdat ze geloofden dat de reden voor de moord te wijten was aan politieke manoeuvres van Hürrem Sultan en Rüstem Pasha. De Janitsaren ondersteunden Mustafa vanwege de Ottomaanse tradities over opvolging en het succes van Mustafa als krijgsheer. Na de protesten van het leger ontsloeg Süleyman Rüstem van zijn positie als grootvizier en stuurde hem terug naar Istanbul. 
Süleyman beval dat Mustafa een staatsbegrafenis moest krijgen in Istanbul. Nadat hij een week opgebaard had gelegen in de Hagia Sophia werd hij ten ruste gelegd in een groot mausoleum in Bursa. 
Mustafa's executie veroorzaakte onrust in Anatolië, vooral in Amasya, omdat de mensen Mustafa zagen als de volgende sultan. Ze waren boos op Rüstem en  anderen, die werden beschuldigd van samenzwering om Mustafa te doden. In sommige regio's van Anatolië herinnerden mensen Mustafa als Sultan Mustafa, alsof hij met succes de troon had geërfd. Zijn leven werd deel van de Anatolische Turkse literatuur. De Anatolische dichter Taşlıcalı Yahya stelde een treurlied samen voor de dode prins.